# Токарев, Александр Витальевич
Алекса́ндр Вита́льевич То́карев — советский и украинский художник-постановщик. Заслуженный деятель искусств Украины (1994).

## Биография
Родился 3 апреля 1949 г. в Одессе в семье служащего. Окончил художественный факультет Всесоюзного государственного института кинематографии (1974).
С 1974 г. — художник-постановщик Одесской киностудии художественных фильмов.
Член Национального Союза кинематографистов Украины.

## Фильмография
Художник-постановщик: 
- «Где ты, Багира?» (1976)
- «Солдатки» (1977)
- «Особо опасные…» (1979, Бронзовая медаль ВДНХ СССР)
- «Петля Ориона» (1980, в соавт. с Ларисой Токаревой)
- «Долгий путь в лабиринте» (1981)
- «Тепло родного дома» (1983)
- «Я, сын трудового народа» (1983)
- «Искушение Дон-Жуана» (1985)
- «Светлая личность» (1988)
- «По ком тюрьма плачет»
- «И чёрт с нами» (1991)
- «Ребёнок к ноябрю»
- «Хочу вашего мужа» (1992)
- «Зефир в шоколаде» (1994) и др.